# Rilmazafona
Rilmazafona (リスミー, Rhythmy, e também conhecido como 450191-S) é um pró-fármaco benzodiazepínico solúvel em água desenvolvido no Japão. Tem efeitos sedativos e hipnóticos.
A rilmazafona não tem efeitos sobre os próprios receptores de benzodiazepina, mas uma vez dentro do corpo é metabolizada pelas enzimas aminopeptidase no intestino delgado, formando a benzodiazepina ativa 8-cloro-6-(2-clorofenil)-N,N-dimetil-4H-1,2,4-triazolo[1,5-a][1,4] benzodiazepina-2-carboxamida.

Metabólito ativo de rilmazafona